# Oncocnemis arenbergeri
Oncocnemis arenbergeri är en fjärilsart som beskrevs av Hermann Hacker och Martin Lödl 1988. Oncocnemis arenbergeri ingår i släktet Oncocnemis och familjen nattflyn. Inga underarter finns listade i Catalogue of Life.